# Bandera de Martinica
La bandera de Martinica consta de un triángulo rojo en el asta, con dos franjas horizontales, la superior verde y la inferior negra. Fue adoptada el 2 de febrero de 2023. La bandera de Francia, su país de dependencia, también ondea con carácter oficial debido al estatus de Martinica como departamento/región francés de ultramar.

## Bandera nacionalista
La bandera rouge-vert-noir ("rojo-verde-negro") es el símbolo preferido de los activistas independentistas de Martinica. Fue diseñada por Guy Cabort-Masson y Álex Ferdinand en 1968 y trasladada en secreto a Martinica en 1971.
Los colores de la bandera también se encuentran en la bandera panafricana, diseñada en 1920. La bandera panafricana tiene muchas banderas derivadas (como las banderas de Malaui, Kenia y Sudán del Sur), aunque no se sabe si la bandera nacionalista de Martinica es una de ellas. El Catecismo Universal Negro, publicado por la Universal Negro Improvement Association (UNIA, Asociación Universal del Mejoramiento Negro) en 1921, hace referencia a los colores de la bandera significando:

El rojo es el color de la sangre que los hombres deben derramar por su redención y libertad; el negro es el color de la noble y distinguida raza a que pertenecemos; el verde es el color de la frondosa vegetación de nuestra Patria.

La bandera se incluyó como una de las opciones llevadas a votación pública en 2023, junto con muchos otros diseños que utilizan colores derivados de esta bandera, llegando a la última ronda de votación y finalmente al segundo lugar. Sin embargo, como el ganador se retiró después de que se anunciaran los resultados, y era una de las dos últimas opciones votadas en la última ronda de votaciones, la bandera fue considerada para su adopción por la Asamblea el 2 de febrero de 2023 y aprobada con 44 votos a favor y una abstención.

## Ipséité

La bandera de Ipséité

En 2018, el consejo local lanzó un concurso para crear una bandera que representara a Martinica en eventos deportivos y culturales internacionales. El diseño conocido como Ipséité (traducible al español como Individualidad) fue elegido por el presidente del Consejo Ejecutivo de Martinica, Alfred Marie-Jeanne y presentado oficialmente el 10 de mayo de 2019. El 15 de noviembre de 2021, la bandera y el himno fueron anulados por el tribunal administrativo local, ya que el método de su selección no se consideró dentro de las responsabilidades del Consejo Ejecutivo. Todavía se ve como un símbolo cultural.
La bandera, diseñada por Johnny Vigne, representa un lambi, un molusco emblemático de las Antillas cuya caracola se utiliza como instrumento musical tradicional. A su alrededor, 34 estrellas amerindias simbolizan los 34 municipios de Martinica y ocho segmentos evocan ocho de los diferentes idiomas que se hablan en la isla: francés, criollo, inglés, español, portugués, italiano, chino y árabe. El color azul hace referencia al Océano Atlántico y al Mar Caribe, mientras que el verde recuerda las empinadas colinas y la naturaleza del territorio.
La bandera fue ondeada por primera vez en junio de 2019 por la selección nacional de fútbol de Martinica durante su participación en la Copa Oro CONCACAF 2019. Con la adopción de la nueva bandera, esta dejó de utilizarse el 1 de febrero de 2023.

## Bandera de las serpientes

La bandera de las serpientes

La "bandera de las serpientes" (drapeau aux serpents) presenta una cruz blanca sobre un campo azul con una víbora fer-de-lance blanca (Bothrops lanceolatus, una especie de serpiente endémica de la isla), en cada esquina. El símbolo data de un edicto emitido el 4 de agosto de 1766, que especificaba que los barcos de la colonia francesa de Martinica y Santa Lucía debían enarbolar una versión de la insignia francesa (que en ese momento era una cruz blanca sobre un campo azul) con serpientes en forma de L (por Lucía) en cada cuarto de la cruz. El mismo diseño se utilizó para el escudo de armas menor.
La bandera de las serpientes es muy controvertida debido a su uso histórico por los barcos de esclavos franceses. El diputado Jean-Philippe Nilor exigió su retirada del uso público e incluso la comparó con la esvástica nazi que hace referencia al Holocausto.
El emoji de la bandera a veces es utilizado por los quebequenses como sustituto de la propia bandera de Quebec, ya que no hay un emoji con la bandera de Quebec disponible.

## Otras banderas

Bandera del Movimiento Independentista Martinicano
Bandera de Martinica para los eventos de taekwondo